# Christophe Otzenberger
Christophe Otzenberger est un acteur, réalisateur chef opérateur et scénariste français né le 2 juillet 1961 à Saint-Maur-des-Fossés et mort le 3 juin 2017 à Paris 10e.

## Biographie
Christophe Otzenberger réalise fictions et documentaires, pour lesquels il s'inscrit dans le courant du cinéma direct français comme Raymond Depardon.

## Filmographie

### Acteur

#### Cinéma
- 1984 : Liste noire, d'Alain Bonnot
- 1985 : Moi vouloir toi, de Patrick Dewolf
- 1986 : Le Complexe du kangourou, de Pierre Jolivet
- 2000 : Le Vigneron français, de Christophe Otzenberger
- 2001 : Autrement, de Christophe Otzenberger
- 2006 : Itinéraires, de Christophe Otzenberger
- 2007 : Au bout de mon rêve, de Christophe Otzenberger

#### Télévision
- 1983 : Le Réveillon de Daniel Losset : Bob
- 1985 : Les Enquêtes du commissaire Maigret, épisode : Maigret au Picratt's de Philippe Laïk
- 1986 :  Série noire  ,  1996 de Marcel Bluwal
- 1987 : Les Enquêtes du commissaire Maigret, épisode : Un échec de Maigret de Gilles Katz
- 1988 : Les Enquêtes du commissaire Maigret : La morte qui assassina de Youri
- 1988 : Les Cinq Dernières Minutes (Dernier Grand Prix) de Gilles Katz

### Réalisateur

#### Cinéma
- 1994 : La Conquête de Clichy
- 1996 : Une journée chez ma tante
- 1997 : La force du poignet
- 1998 : Fragments sur la misère
- 1999 : Toi + moi = 3
- 1999 : En cas d'urgence
- 2000 : Le Vigneron français
- 2001 : Autrement
- 2001 : Pas d'histoires ! 12 regards sur le racisme au quotidien
- 2002 : Choses vues sur un film de Bertrand Tavernier
- 2003 : Lettre ou ne pas lettre
- 2006 : Itinéraires
- 2007 : Au bout de mon rêve
- 2011 : Voyage au cœur de l'alcool(isme)
- 2014 : Toute ma vie, j'ai rêvé...
- 2018 : Petits arrangements avec la vie, coréalisé avec Stéphane Mercurio

### Scénariste

#### Cinéma
- 2000 : Le Vigneron français, de Christophe Otzenberger
- 2001 : Autrement, de Christophe Otzenberger
- 2006 : Itinéraires, de Christophe Otzenberger
- 2007 : Au bout de mon rêve, de Christophe Otzenberger

## Théâtre
- 1983 : Comment devenir une mère juive en dix leçons de Dan Greenburg, mise en scène Tooti Masson, Théâtre Montparnasse